# The Vicar of Wakefield (film 1916)
The Vicar of Wakefield è un film muto del 1916 diretto da Fred Paul. Il regista (1880-1967) nato a Losanna, utilizzando famosi attori teatrali si era specializzato nelle trasposizioni cinematografiche di opere letterarie, di cui The Vicar of Wakefield è uno degli esempi più significativi.

## Produzione
Il film fu prodotto dalla Ideal Films, Limited.

## Distribuzione
Copia del film esiste ancora.

## Differenti versioni
Il romanzo di Goldsmith venne portato sullo schermo in diverse versioni:
- The Vicar of Wakefield (1910)
- The Vicar of Wakefield, regia di Frank Powell   (1912)
- The Vicar of Wakefield, regia di Frank Wilson (1913)
- The Vicar of Wakefield, regia di John Douglas (1913)
- The Vicar of Wakefield, regia di Fred Paul (1916)
- The Vicar of Wakefield, regia di Ernest C. Warde (1917)